# 萩原菅原神社
萩原菅原神社（はぎわらすがわらじんじゃ）、萩原天満宮（はぎわらてんまんぐう）は、熊本県八代市萩原町にある神社である。旧社格は村社。

## 由緒
はじめ、征西将軍の勧請により、萩原祈祷の森に創祀された。キリシタン大名小西行長の焼き討ちにより破却されたが、加藤正方の与力津川芝兵衛定敏が再興したという。寛永年間（1624年 - 1645年）、細川忠興（三斎）が八代城に隠棲の後、球磨川堤防の安全のため、社殿を球磨川近くの現在の地に移転し、真言宗山伏梅本院を社僧とし祀った。
宝暦5年（1755年）、球磨川堤防が決壊し、社殿その他全て流出したので、由緒の詳細は不明である。明治4年（1871年）、神仏分離令により社僧を廃し、村社に列せられた。

## 御祭神
- 菅原道真公